# Hypochthonellidae
Hypochthonellidae zijn een familie van insecten die behoren tot de onderorde cicaden (Auchenorrhyncha). 